# Numéro trois (Battlestar Galactica)
Pour les articles homonymes, voir Numéro trois.
Numéro trois (ou Numéro 3) est un personnage de fiction de la série télévisée Battlestar Galactica, interprété par Lucy Lawless.
Le modèle humanoïde cylon Numéro trois a l'apparence d'une femme blonde, trentenaire.

## D'anna Biers
Le modèle cylon Numéro trois, connu par la flotte sous le nom de D'anna Biers, s'est infiltrée en tant que reporter colonial pour le service de presse de la flotte. Biers semble être plus une journaliste de tabloïds aimant les rumeurs qu'une journaliste conventionnelle de la flotte, comme James McManus.
Biers enquête sur le meurtre de quatre civils durant une intervention militaire ordonnée par le colonel Tigh qu'elle surnomme le massacre du Gideon pour un effet de sensationnalisme. Ses efforts pour interviewer l'équipage du Galactica sont constamment déroutés par le protocole militaire et l'impassibilité du commandant Adama, qui prend connaissance secrètement des erreurs de Tigh mais semble disposé à ne pas le punir.
Les répercussions sociales et politiques de l'incident Gideon deviennent trop importantes pour que la présidente Laura Roslin les ignore. Les citoyens de la Flotte deviennent critiques à propos du Galactica et se demandent si les militaires se placent à un niveau différent d'auto-responsabilité qu'eux-mêmes. En accord avec le commandant Adama, la présidente Roslin invite Biers à bord du Colonial One et propose quelque chose d'intéressant à la reporter. Adama et Roslin donneront à Biers un accès « illimité » au Galactica et son équipage afin de créer un documentaire sur ce qui semble être le dernier groupe défensif des Douze Colonies. Elle reçoit également l'autorisation d'interviewer l'équipage sur l'incident Gideon.
Biers commence par avoir une visite guidée du Battlestar par le maître Anastasia Dualla, mais trouve les informations sur la technologie et l'aspect général ennuyeuses. Elle et son photographe, Bell, préfèrent enregistrer une interview des moments candides de l'équipage du Galactica — allant même jusqu’à entrer dans les quartiers des pilotes, où Lee Adama trouve l'intrusion peu opportune.
Biers commence les interviews personnelles de la plupart de l'équipage, incluant Dualla, les lieutenants Gaeta, Edmondson, Thrace et Agathon, essayant même d'interviewer des haut gradés comme le colonel Tigh. Elle essaie de toutes les manières de demander à Tigh des questions relatives à ses décisions lors de l'incident Gideon, mais Tigh se braque et élude ses questions, non seulement parce que cette situation l'ennuie, mais également parce qu'il est distrait par une mystérieuse menace de mort laissée dans ses quartiers : un vers de poème d'un poète capricain appelé Kataris.
Biers semble toujours être au bon endroit au mauvais moment lors de la création de son documentaire. Elle enregistre les problèmes comportementaux du Lieutenant Louanne Katraine, une pilote de Viper qui plus tard écrase son Viper après avoir raté un atterrissage de routine et semble avoir abusé de médicaments à cause de la pression qu'elle endure à la suite de la perte de sa famille et de ses amis et de sa demande de devenir pilote de Viper. Biers enregistre également le sabotage d'un Rapace qui était censé conduire le colonel Tigh sur le Cloud 9.
Alors que Biers passe dans l'infirmerie pour son documentaire, elle découvre quelque chose d'inhabituel. Sharon Valerii est vivante et est soignée dans l'infirmerie. L'existence de cette seconde copie connue de l'agent cylon, que l'on croyait morte au sein de la flotte, est trop importante pour que Biers ne s'y intéresse pas. Cependant, le commandant Adama intercepte Biers et demande qu'elle lui donne ses prises de vues de Valerii. Biers demande pourquoi Adama retient prisonnière ce cylon connu en secret à bord du vaisseau et suggère que la nouvelle de l'existence de Valerii au sein du vaisseau pourrait ruiner la réputation d'Adama aux yeux de la flotte. Adama élude la question et la retourne à Biers, demandant en quoi la divulgation de l'existence d'une seconde Valerii à la flotte ferait du bien à tous. Elle rend une cassette vide à Adama, parvenant à dissimuler celle contenant les véritables prises de Valerii.
Biers a ensuite l'occasion de documenter ce qui se passe au poste de commandement durant un raid de chasseurs cylon.
Alors que Biers édite le documentaire, regardant les images du quartier des pilotes, elle voit Joe Palladino sur sa couche avec une copie d'un livre de Kataris. Biers, connaissant l'implication de Palladino dans l'incident Gideon, suspecte celui-ci d'être l'auteur des menaces de mort. Elle et Bell attrapent leur appareil photo et foncent vers les quartiers de Tigh pour y voir que la femme de Tigh, Ellen, est retenue prisonnière de Palladino et menace de tirer sur le colonel Tigh. Il parvient à calmer et désarmer le lieutenant.
La version finale du documentaire est passée en revue par Tigh, Adama et la présidente. Alors que Tigh trouve ce documentaire un peu morose à propos de la vie militaire, Adama voit en lui une bonne histoire. Le documentaire est diffusé pour l'ensemble de la Flotte, avec Biers terminant par ce monologue :
« Je suis venue sur le Galactica pour raconter une histoire. Honnêtement, je pensais connaître cette histoire avant d'y mettre les pieds. Comment des militaires arrogants laissaient leur égo interférer avec leur travail : la sauvegarde de la population civile. Mais la vérité est plus complexe que cela. Ce ne sont pas des cylons. Ce ne sont pas des robots suivant aveuglement les ordres et polissant leurs bottes. Ce sont des personnes. Très imparfaites, oui, mais aussi très humaines. Ce qui est sûrement la même chose. Ce qui m'a le plus frappée est, qu'en dépit de tout ça, les difficultés, le stress, la menace permanente de mourir, en dépit de tout ça : ils n'abandonnent jamais ; ils ne se couchent jamais sur la route pour laisser le camion les écraser ; ils se lèvent le matin, enfilent leur uniforme, et font leur travail chaque jour, sans solde, ni repos, sans espoir de se débarrasser de ce fardeau et laisser quelqu'un d'autre faire le boulot. Aucune relève ne viendra. Pas de flotte coloniale entraînant de nouvelles recrues tous les jours. Les gens du Galactica sont tout ce qu'il y a. Ils sont le dernier rempart qui nous protège des cylons.
Le lieutenant Gaeta m'a donné un chiffre remarquable. Pas un seul membre d'équipage du Galactica n'a demandé à démissionner. Pas un. Pensez-y. Si vous portiez l'uniforme, ne voudriez-vous pas partir ? Partir en disant : « Ça suffit, que quelqu'un d'autre protège la flotte. » Je sais que je le ferais. Mais encore une fois, je ne porte pas l'uniforme. La plupart d'entre nous ne le porte pas, et ne le portera jamais. L'histoire du Galactica n'est pas qu'ils prennent de mauvaises décisions sous pression. C'est que ces erreurs sont les exceptions. La plupart du temps, les hommes et femmes du commandant Adama ont raison. La preuve est que notre flotte survit et avec le Galactica à nos côtés, cela continuera. Ici D'anna Biers, service de presse de la flotte. » (La Dernière Séquence)

## La copie du cinéma
Mais la flotte n'est pas le seul groupe à voir le documentaire. Un groupe de cylons humanoïdes sur Caprica — des copies de Numéro cinq, Numéro six et Numéro huit, ainsi qu'une autre personne initialement cachée dans la salle de projection — regardent le documentaire de Biers avec grand intérêt. La copie de Valerii est étonnée de voir son double enceinte sur le Galactica. On voit alors la quatrième personne dans la salle : une seconde copie de D'anna Biers qui note que les chasseurs qu'a interceptés le Galactica ont été utilisés pour relayer le documentaire et ses prises interdites de Valerii vers eux (La Dernière Séquence).

## La copietéléchargeuse
Une autre version de Numéro trois avait également pour mission de télécharger les agents cylons et veillait au bon retour de Numéro six (lors de l'attaque des Colonies) et Valerii (après s'être fait tuer par Cally). Comme dans la salle de cinéma, elle est assistée de copies de Cinq, Six et Huit. (Téléchargement)

## La copied'évaluation
Encore une autre version de Numéro trois (ou peut-être l'une des précédentes) enrôla la numéro Six-de-Caprica afin d'aider la copie de Valerii connue sous le nom de Boomer à se réintégrer. Alors que ses motifs semblent altruistes, sa conversation est peuplée de double-sens, essayant subtilement de faire comprendre que les deux ont été « corrompues » par leur interaction avec les humains. Le véritable but de Numéro trois est d'évaluer le facteur de risque de ces « héroïnes des cylons », car leurs perspectives sur la guerre et le génocide sont assez différents de la société collective des cylons et elles pourraient devenir une menace pour cette dernière.
Numéro trois est plus tard piégée avec Numéro six et Boomer sous un garage, après avoir capturé Anders. Grâce à un indice de son « Gaïus Baltar interne », Numéro six découvre la vérité. Peu après, Numéro trois se résout à tuer Anders en dépit de leur accord préalable. Mais Numéro six prouve les suspicions de Numéro trois en lui frappant le crâne avec des débris. (Téléchargement)
Une phrase sur New Caprica (disant qu'elle a fait l'objet du premier meurtre cylon) permet de savoir que c'est elle qui se trouve au Haut Commandement, et un rêve (La balise) permet de savoir que c'est elle D'Anna Biers, éliminée par des soldats...